# ハンドマイク

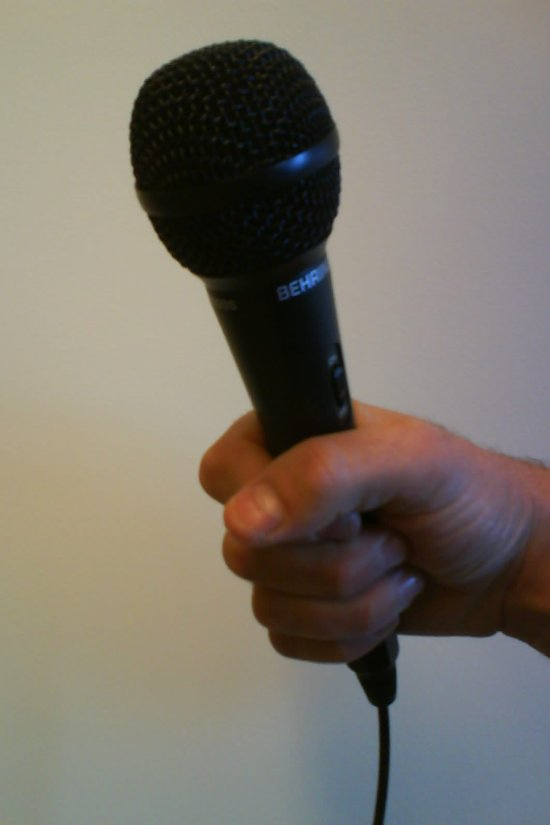
ハンドマイク

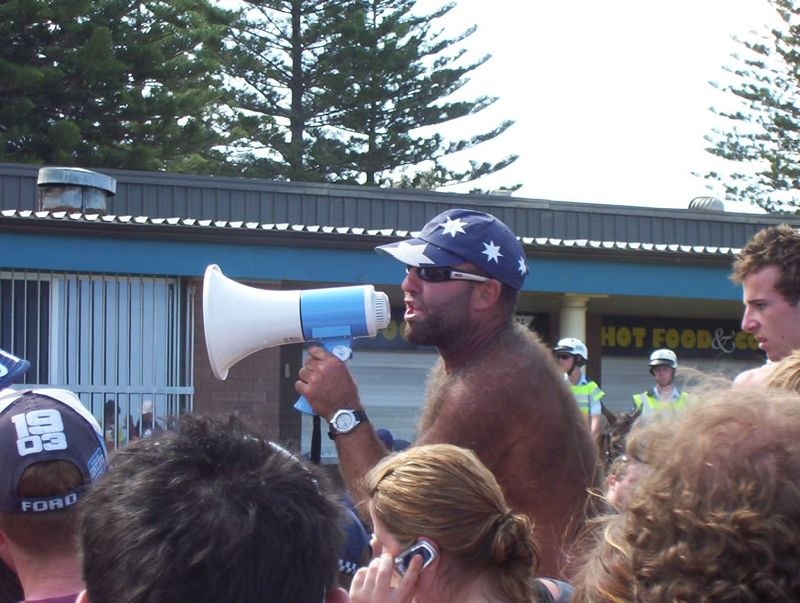
スピーカー一体型のハンドマイク

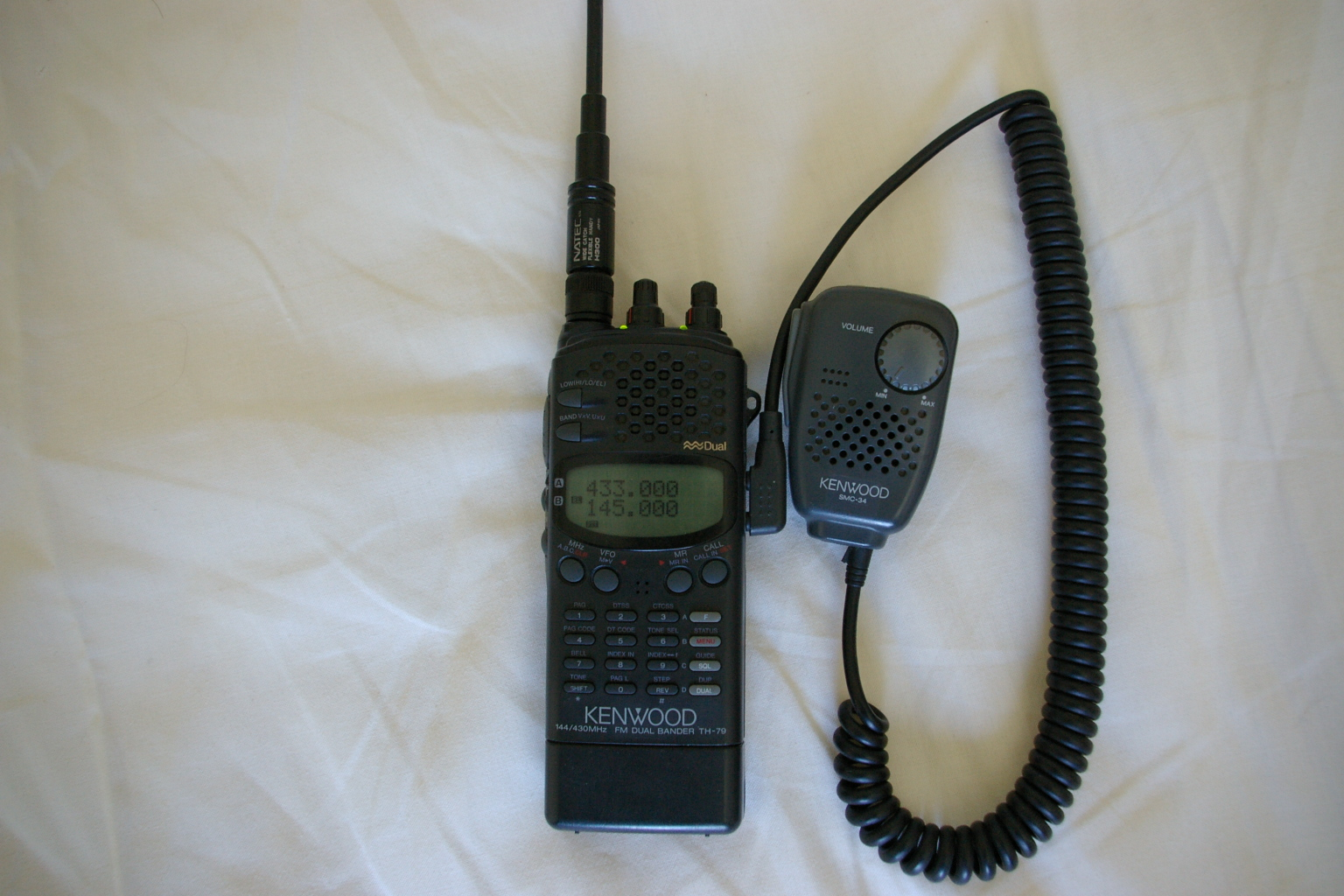
小型のハンドマイク（右）

ハンドマイクは、手持ち式のマイクロフォン。

## 概要
有線でミキシング・コンソールやアンプなどに直接繋ぐこともあるが、移動性が重視されるため、トランスミッタに繋がれ無線で発信することも多い。トランスミッタは腰などに取り付けられるが、トランスミッタを内蔵した無線マイクもある。
原則として手持ちで使用するが、マイクスタンドに固定してスタンドマイクとして使えるものもある。
拡声器に繋いで使うことがあり、これから、マイクと拡声器が一体化したメガホンもハンドマイクと呼ぶことがある。